# Gomes Mendes Guedeão
Gomes Mendes Guedeão (1070 — 1170) foi um cavaleiro medieval do Condado Portucalense, foi o herdeiro do morgadio de seus pais e quem deu continuidade à família. Encontra-se documentado para os anos 1121 a c. 1130. 
Exerceu o cargo de governador das terras de Celorico de Basto e Panoias, entre os anos de 1132 e de 1139. Recebeu de D. Afonso Henriques o couto do Mosteiro de São Miguel de Refojos de Basto. Nesta doação o rei tem o cuidado de referir “que lo amo porque me fostes sempre fiel”. 
Fez a doação ao mosteiro de Refojos de um cálice de prata dourada, onde é possível ver a data de 1152. Este cálice actualmente encontra-se no Museu Machado de Castro em Coimbra.
Serviu o como intermediário e garante da fidelidade de D. Teresa no pacto que esta estabeleceu com sua irmã D. Urraca I de Leão. 
Facto curioso porque apesar de a linhagem se prolongar pelo primeiro filho, foi o segundo que veio a exercer mais importantes funções.
Os Guedões sucederam-se através de seu filho Egas Gomes Barroso, presente na corte entre 1169 e 1183, que foi «criado» desde jovem na corte régia, porque na doação que o rei Afonso I de Portugal lhe fez de Lobrigos lhe chama «alumpno e fideli vassalo meo». 
Frequentou a comunidade do Mosteiro de Santa Maria de Salzedas em Tarouca, de que se fez familiar.  Uma das suas filhas casou com o alferes de Sancho I de Portugal, Soeiro Raimundes de Riba de Vizela.  Os irmãos desta, todavia, não se encontram na corte.  O primogénito é, decerto, Gomes Viegas, de quem descendem os Bastos."

## Relações familiares
Foi filho de Mem Guedaz Guedeão (1040 -?) e de Sancha. Casou por duas vezes, a primeira com D. Chamôa Mendes de Sousa (1085 -?), filha de Mem Viegas de Sousa, 8º Senhor da Casa de Sousa e de D. Teresa Fernandes de Marnel, de quem teve:
1. Egas Gomes Barroso (1100 -?) casou com Urraca Vasques de Ambia, filha de Vasco Guedelha de Âmbia
2. Gueda Gomes Guedeão (1110 -?) casou com Urraca Henriques de Portocarreiro, filha de Henrique Fernandes Magro e de Ouroana Reimão de Portocarreiro.
3. Pero Gomes Guedeão (1120 -?) casou com Elvira Mendes de Riba Douro, filha de Mem Moniz de Riba Douro (1070 -?)

O segundo casamento foi com Mór Gomes (1080 -?) de quem teve:
1. Nuno Gomes Guedeão (c. 1120 -?) casou com Maria Álvares de Rabaldes,
2. Marinha Gomes Guedeão (c. 1120 -?) casou com Mem Pires de Longos,

Fora o casamento e com uma senhora cujo nome a história não regista teve:
1. Fernão Gomes “o Cativo” (1110 -?) .